# Kakelorum
Ein Kakelorum ist ein  Glücksspiel aus der Mitte des 19. Jahrhunderts, das zuerst in Oberösterreich aufkam und sich in der Alpenregion verbreitete.

## Beschaffenheit
Dabei handelt es sich um ein hölzernes Kugelspiel mit einer am Rande stehenden hohlen etwa 20 bis 30 cm hohen Spielfigur und einem darunter befindlichen runden Spielbrett von etwa 25 bis 35 cm Durchmesser (Abweichungen sind möglich). Es soll in Wien in jedem Lotterieladen gestanden haben.

## Spiel
Bei dem Spiel schickt man eine Murmel über eine gewendelte Anlaufstrecke (die Figur mit einem Einwurfloch) auf das runde Spielbrett nach unten. Spielziel ist es, die Kugel in eine der 58 nummerierten Vertiefungen mit einer möglichst hohen Nummer zu bekommen. Trifft ein Spieler mit der Kugel die Vertiefung 58 in der Mitte des Spielbretts, ist das Spiel sofort gewonnen.
Das Spielbrett selbst ist mit einem 2–3 cm hohen Rand, um ein Entweichen der Kugel oder Murmel zu verhindern, sowie 58 sehr flachen Vertiefungen versehen. Die Nummerierung beginnt an der Eintrittstelle der Kugel und läuft in einer Schneckenform zur Mitte. Die 58. Vertiefung befindet sich in der Mitte des Bretts.
Die Art und der Aufbau des Spiels lassen darauf schließen, dass man nach einem vorherbestimmten Einsatz die Kugel in Bewegung setzen durfte und dann je nach Treffer einen Preis gewann. Fahrende Händler führten Spiele dieser Art mit sich und waren oft auf die Verschwiegenheit der Teilnehmer angewiesen, da solche Spiele auch zeitweise einem Verbot unterlagen.